# Жемчужин (монітор)
Жемчужин — річковий монітор проєкту СБ-37 (тип «Желєзняков», також тип «Лєвачов»), броненосний артилерійський корабель прибережної дії ВМФ СРСР. Брав участь у Другій світовій війні.

## Особливості проєкту
«Жемчужин» — один із серії з шести річкових моніторів, побудованих у 1934–1937 роках на заводі «Ленінська кузня» в Києві для Дніпровської військової флотилії. Проєкт моніторів СБ-37 був розроблений конструкторським судно-механічним бюро заводу на чолі з Олександром Байбаковим і Михайлом Бойком.

## Історія корабля

Монітори типу «Желєзняков» на Дніпрі у Києві, 1939 рік (кадр з кінохроніки).

Кораблі проєкту СБ-37 отримали імена моряків-учасників громадянської війни. «Жемчужин» названий на честь учасника громадянської війни в Росії Жемчужина.
«Жемчужин» був закладений на київській судноверфі «Ленінська кузня» 31 липня 1934 року. Спущений на воду у 1935 році. 27 листопада 1936 року прийнято на озброєння флоту, а через місяць він увійшов до бойового складу Дніпровської військової флотилії. Його командиром став старший лейтенант Визольмирський П. В.
2 червня 1940 року корабель спустився по Дніпру з Києва до Одеси, куди після бойових навчань прибув на початку липня. 5 липня монітора включено до складу Дунайської військової флотилії. Але вже 17 липня його включили до складу Пінської військової флотилії (ПВФ) та повернули до Києва.
22 червня 1941 року, перший день німецького вторгнення «Жемчужин» зустрів на Дунаї біля містечка Рені. 24 червня корабель прикривав постановку морських мін на Дунаї. А 6 липня монітор вів артилерійську дуель з румунськими моніторами. 8 липня, коли ворожі війська форсували річку Прут, «Жемчужин» разом з однотипними моніторами «Желєзняков» та «Ростовцев» отримали наказ прориватися до міста Ізмаїл у гирлі Дунаю. 9 липня корабель без втрат та пошкоджень прибув на місце призначення. 11 липня корабель отримав влучання у кормову кулеметну башту, 1 червонофлотця вбито та одного тяжко поранено, крім того було ще  дві пробоїни. Потім «Жемчужин» забезпечує евакуацію сухопутних частин Червоної армії на лівий берег Дунаю біля Вилкове та веде артилерійський вогонь по ворогу, а 20 липня він прибув до Одеси.
25 липня монітор включено до складу Пінської військової флотилії (ПВФ). З 31 липня він бере участь у обороні міста Канів на Дніпрі. Потім «Жемчужин» перейшов до містечка Ржищів. 6 серпня «Жемчужин» та однотипний монітор «Лєвачов» попали під обстріл біля села Щучинка. У відповідь радянські моряки відкрили вогонь та змогли подавити вогневі точки супротивника. До 10 серпня «Жемчужин» обстрілює ворожі позиції в селах Ходоровим, Щучинка, прикриває Канів.
Вранці 11 липня «Жемчужин» розпочав бій з протитанковою батареєю німців у районі села Воронівка Під час бою корабель втратив хід, бо обидва двигуни були виведені з ладу 37-мм снарядами. Канонерський човен «Вірний» прийшов на допомогу та відбуксирував пошкоджений монітор до лівого берега. Вранці 12 липня ворожий обстріл «Жемчужина» розпочався знову. Тому за наказом власний екіпаж підірвав монітор. 6 жовтня монітор «Жемчужин» вивели із списків кораблів ВМФ.
Після визволення Києва від німців затоплений монітор було знайдено та піднято у 1945 році. Але його не ремонтували, а здали на металобрухт.